# Hufangalupe

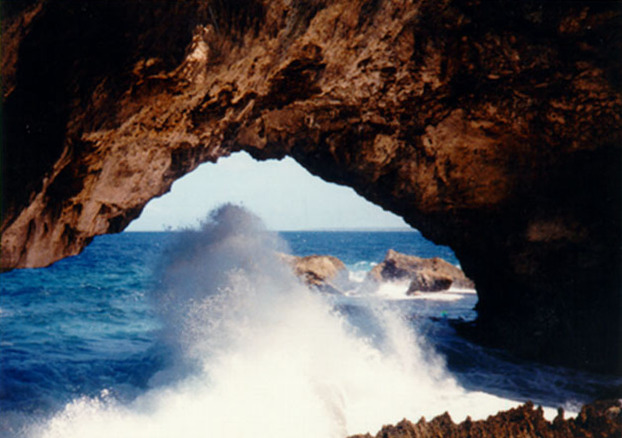
Hufangalupe.

Hufangalupe est un pont terrestre naturel de l'île de Tongatapu, la plus grande des îles des Tonga. Son nom signifie en tongien « la Porte du Pigeon ».
Il a été utilisé comme élément de décor dans le roman Subloon de Dennis Paul. La plage qui le voisine porte le même nom.